# Macavare
Macavare (cyr. Мацаваре) – wieś w Czarnogórze, w gminie Nikšić. W 2011 roku liczyła 53 mieszkańców.